# GRIA3
El receptor de glutamato 3 es una proteína codificada en humanos por el gen GRIA3.

## Función
Los receptores de glutamato son los receptores de neurotransmisores excitatorios predominantes en el cerebro de los mamíferos y se activan en una variedad de procesos neurofisiológicos normales. Estos receptores son complejos de proteínas hetermoméricas con múltiples subunidades, cada una de estas poseyendo regiones transmembranales, todo organizado para formar un canal iónico activado por ligandos. La clasificación de los canales de glutamato está basada en su activación por diferentes agonistas farmacológicos. Este gen pertenece a una familia de receptores alfa-amino-3-hidroxi-5-metil-4-isoxazol propionato (AMPA). El empalme alternativo de este lugar produce varias isoformas alternativas que pueden variar en sus propiedades de transmisión de señales.

## Interacciones
El GRIA3 ha mostrado capacidad de interacción con los genes GRIP1 y PICK1.

## Edición de RNA
Varios canales iónicos y receptores de neurotransmisores usan pre-RNAm como sustratos para ADARs. Esto incluye cinco subunidades del receptor de glutamato: las subunidades del receptor AMPA ionotrópico Glur2, Glur3 y Glur4, y las subunidades de Receptor de kainato Glur5 y Glur6. Las compuertas iónicas de los receptores de glutamato están compuestas de cuatro subunidades por canal, con cada subunidad contribuyendo a la estructura del poro. La estructura del poro es similar a la que se encuentra en los canales de K+ (e.g. el canal Kv1.1). El pre-ARNm del canal humano Kv1.1 también está sujeto a una edición de ARN de A a I. La función de los receptores de glutamato es la mediación de neurotransmisores rápidos en el cerebro. La diversidad de las subunidades está determinada por eventos de edición del ARN de las subunidades individuales al igual que por el splicing de ARN. Por esta razón existe una gran variedad de estos receptores. El gen GluR3 es un producto del gen GRIA3 y su pre-ARNm es sujeto de edición de ARN.

### Tipo
La edición de ARN de A a I es catalizada por una familia de adenosín deaminasas que actúan en el ARN (ADARs), que reconocen específicamente adenosinas dentro de las regiones de doble cadena del pre-ARNm y las deaminasas convirtiéndolas en inosina. Las inosinas son reconocidas como guanosinas por el aparato de traducción celular. Existen tres miembros de la familia ADAR, siendo ADAR1 y ADAR2 los únicos miembros enzimáticamente activos. Se cree que la ADAR3 cumple una función regulatoria en el cerebro. Las ADAR1 y ADAR2 se expresan ampliamente en todos los tejidos mientras que la ADAR3 está restringida al cerebro. Las regiones de ARN de doble cadena se forman por apareamiento de bases entre residuos en la región proximal del sitio de edición con residuos de un intrón cercano, pero pueden ocurrir en una secuencia exónica. La región que sufre el apareamiento de bases con la región de edición se denomina secuencia de edición complementaria (SEC).

### Ubicación
El pre-ARNm de esta unidad se edita en una posición. La edición R/G se localiza en el exón 13 entre las regiones M3 y M4. La edición produce un cambio de codón de una arginina (AGA) a una glicina (GGA). La ubicación de la edición corresponde a un dominio de interacción bipartita de ligando en el receptor. El sitio R/G se encuentra en el aminoácido 769, inmediatamente antes de los módulos de 38 aminoácidos de flip y flop introducidos por el splicing alternativo. Las formas de flip y flop están presentes tanto en la forma editada como en la forma no editada de esta proteína. La secuencia de edición complementaria (SEC) se encuentra en una secuencia intrónica cerca del exón. La secuencia intrónica incluye un sitio de sílice 5'. La región de doble cadena predicha es de 30 bases de longitud. El residuo de adenosina está mal apareado en la transcripción genómicamente codificada, pero este no es el caso después de la edición. A pesar de la existencia de secuencias similares a el sitio Q/R en el GluR-B, la edición en este sitio no ocurre en el pre-ARNm del Glur3. La edición hace que la adenosina objetivo, que está mal emparejada antes de la edición de la estructura de doble cadena de ARN, se aparee adecuadamente después de la edición. La secuencia intrónica contiene un sitio de sílice donador 5'.

### Conservación
La edición también ocurre en ratas.

### Regulación
Inicialmente, en estados embrionarios tempranos, la edición de GluR-3 en el cerebro de rata se da poco y progresa a niveles elevados cerca del nacimiento. En humanos, 80-90% de las transcripciones del GRIA3 son editadas. La ausencia del sitio de edición Q/R en esta subunidad del receptor de glutamato se debe a la ausencia de las secuencias intrónicas necesarias para formar un dúplex.

### Consecuencias
Estructuralmente, la edición produce un cambio de codón de (AGA) a (GGA), un cambio de R a G en el sitio de edición. Funcionalmente, la edición de un sitio R/G permite una recuperación más rápida de la desensibilización. El Glu-R sin edición en este sitio tiene tasas de tasas de recuperación más lentas. La edición, de esta manera, permite la respuesta permanente a los estímulos rápidos. Es muy posible que exista una interacción entre edición y splicing. La edición se da antes del splicing. Todos los receptores AMPA tienen variantes alternativas de flip y flop por splicing. Los receptores AMPA que tienen la forma flop se desensibilizan más rápido que los que tienen la forma flip.